# Georg Heinrich von Löwenstern

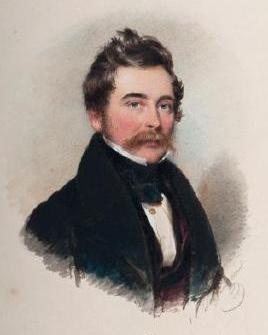
Georg Heinrich von Löwenstern (1836),
kolorierte Bleistiftzeichnung von Moritz Daffinger

Baron Georg Heinrich von Löwenstern (* 5. Dezember 1786 in Reval; † 20. September 1856 in Kiel) war ein deutsch-baltischer Gutsbesitzer, sowie als Offizier in russischen und später als Offizier und Diplomat in dänischen Diensten.

## Herkunft
Er entstammte dem Adelsgeschlecht der Barone von Löwenstern a. d. Hs. Rösthof und war eines von zehn Kindern des estländischen Gutsbesitzers Baron Hermann Ludwig von Löwenstern a d. Hs. Rösthof und seiner Ehefrau Hedwig, geborene Staël von Holstein. Woldemar Hermann von Löwenstern (Gutsbesitzer und Generalmajor d. R.) war sein älterer Bruder, Eduard (Gutsbesitzer und als Generalmajor Hetman des Astrachanischen Kosakenheeres) der Jüngste. Zu den Besitztümern der Familie in Estland/Baltikum zählten unter anderem die Güter Walküll, Jendel, Forell, Rasik, Campen, Pikwa, Wechmut und Allafer in einer Größenordnung von ca. 29.000 ha. Aus dem umfangreichen elterlichen Gutsbesitz erbte er unter anderem das Gut Jendel.

## Leben
Georg Heinrich Baron von Löwenstern besuchte die Ritterakademie in Reval und trat als Gardeoffizier in russische Dienste. An der Schlacht bei Preußisch Eylau nahm er als Leutnant teil, zeichnete sich in der Schlacht an der Katzbach aus und wurde während der Koalitionskriege bis zum Garde-Oberst befördert. 1816 nahm er seinen Abschied aus russischen Diensten.
Er hatte im militärischen Einsatz während der Befreiungskriege in Hamburg die Familie des Grafen Christian Carl von Schimmelmann auf Schloss Ahrensburg kennengelernt und heiratete am 28. Oktober 1815 dessen Tochter Komtesse Adelaide Tugendreich von Schimmelmann (1796–1876). Als Erbtochter war sie Anteilseignerin am Schimmelmannschen Familienfideikommiss, der unter anderem Plantagen in Dänisch-Westindien, die Güter Hellebæk und Ålsgårde auf Seeland und die Schlösser Wandsbek und Ahrensburg umfasste.
Im Jahr 1820 veräußerte er seine Güter im Baltikum und zog zusammen mit seiner Ehefrau und seinen Kindern nach Dänemark ins Schimmelmannsche Herrenhaus Hellebæk bei Helsingör auf Seeland und die Villa Seelust bei Klampenborg nahe Kopenhagen. Im Jahre 1827 trat er mit Zustimmung des Zaren in dänische Dienste. Er erhielt die dänische Adelsnaturalisation und Genehmigung zur Führung des Barontitels durch offenen Brief König Friedrichs VI. und Herzog von Schleswig-Holstein vom 8. Juni 1827. Am 16. Juni 1827 wurde er zum Oberst à la suite der dänischen Armee und Kammerherrn und am 17. August 1827 unter Aufnahme in den diplomatischen Dienst zum außerordentlichen Gesandten und bevollmächtigten Minister ernannt. Als solcher wurde er dänischer Generalkonsul in Rio de Janeiro, Brasilien, um den Handelsvertrag zwischen Dänemark und Brasilien vorzunehmen und von 1835 bis 1847 war er, nach dem Tod des bisherigen Gesandten Joachim Frederik Bernstorff (1771–1835) Gesandter am kaiserlichen Hof, in Wien um den Handelsvertrag zwischen Dänemark und Österreich abzuschließen. Im Jahr 1835 nahm er seinen Abschied vom Militär als dänischer Generalmajor a. D.
Das Paar hatte zwei Söhne und drei Töchter. Baron Friedrich Sebastian von Löwenstern (1829–1910), siedelte sich später mit seiner Familie in Oberalm bei Salzburg an, züchtete Tiger-Schimmel (Noriker) und gründete die Freiherr von Löwenstern`schen Maarmor-Fabriken, heute Marmorindustrie Kiefer. Die weiteren Kinder waren: Adelbert (1817–1879, Jurist und Militärrichter), Georgine (1819–1893, verh. mit Graf Christian v. Reventlow), Laurette (1821–1851, nicht verheiratet) und Adelaide (1823–1849, verh. mit Graf Kuno v. Rantzau).
Die Familienangehörigen und Verwandtschaften leben und haben ihre Anwesen heute in Deutschland, Dänemark, Österreich, Kanada, Namibia/Südwestafrika, Argentinien und Australien. Das Familienarchiv der Barone v. Löwenstern wird von Ludolf Baron v. Löwenstern verwaltet.

## Auszeichnungen
- Dannebrogorden (Kommandeur 1826, Großkreuz 1840)
- St. Anna-Orden 3. und 2. Klasse
- Goldenes Kreuz für Eylau
- St. Wladimir-Orden
- Ritterkreuz des Schwert-Ordens
- Medaille für den Einzug in Paris
- Medaille für 1812
- Großkreuz des Ordens der Eisernen Krone 1. Klasse

## Weitere Quellen
- Archiv der Familie der Barone v. Löwenstern (Ludolf Baron von Löwenstern)

| Vorgänger              | Amt                                           | Nachfolger         |
| ---------------------- | --------------------------------------------- | ------------------ |
| Joachim von Bernstorff | königl. dänischer Gesandter in Wien 1835–1847 | Henrik Bille-Brahe |

| Personendaten    | Personendaten |
| ---------------- | --- |
| NAME             | Löwenstern, Georg Heinrich von |
| ALTERNATIVNAMEN  | Løwenstern, Georg Heinrich von |
| KURZBESCHREIBUNG | estländischer Soldat in russischen, später dänischen Diensten, zuletzt als Generalmajor, dänischer Generalkonsul in Brasilien und dänischer Gesandter in Wien |
| GEBURTSDATUM     | 5. Dezember 1786 |
| GEBURTSORT       | Reval |
| STERBEDATUM      | 20. September 1856 |
| STERBEORT        | Kiel |